# Jurij Volodimirovics Szuszloparov
Jurij Volodimirovics Szuszloparov (ukránul: Юрій Володимирович Суслопаров; Harkov, 1958. augusztus 14. – 2012. május 28.) ukrán labdarúgóedző, korábban szovjet válogatott labdarúgó.

## Pályafutása

### Klubcsapatban
Pályafutása során több klubcsapatban is megfordult, így játszott többek között a Metaliszt Harkov, a Karpati Lviv, a Torpedo Moszkva és a Szpartak Moszkva csapataiban. A szovjet bajnokságot a Szpartak Moszkva csapatával két alkalommal (1987, 1989) nyerte meg.

### A válogatottban
A szovjet U21-es válogatott tagjaként 1980-ban U21-es Európa-bajnokságot nyert. 1981 és 1982 között 7 alkalommal szerepelt a szovjet válogatottban. Részt vett az 1982-es világbajnokságon.

## Sikerei, díjai
Szpartak Moszkva
- Szovjet bajnok (2): 1987, 1989

Szovjetunió U21
- U21-es Európa-bajnok (1): 1980

## Külső hivatkozások
- Jurij Volodimirovics Szuszloparov – a FIFA adatbázisában
- Jurij Szuszloparov adatlapja a National-Football-Teams.com oldalon (angolul)

- Jurij Szuszloparov. eu-football.info
- Jurij Szuszloparov (orosz nyelven). rusteam.permian.ru. [2020. június 30-i dátummal az eredetiből archiválva]. (Hozzáférés: 2018. április 4.)

1. ↑  Футбол-84, 45